# Стуруа, Иван Фёдорович
Иван (Вано) Фёдорович Стуруа (груз. ივანე (ვანო) თედორეს ძე სტურუა; 28 (16) декабря 1870, село Кулаши — 13 апреля 1931, Тбилиси) — грузинский революционер, нарком земледелия Грузинской ССР и Председатель Всегрузинского ЦИК. Брат Георгия Стуруа.

## Биография
Иван Стуруа родился в 1870 году в крестьянской семье. В 1889 году начал работать в Тифлисских железнодорожных мастерских, где в 1896 году вступил в РСДРП. Жил в д. 197 на Елизаветинской лице (ныне — Цинамдзгвришвили).
Организовывал забастовки, сотрудничал в подпольных типографиях в Баку, Петербурге и Выборге, за что подвергался репрессиям. В 1917 году становится руководителем большевистской организации в Самтредиа. В 1920 году избран членом ЦК КП(б) Грузии. С 1922 по 1924 год — нарком земледелия. С 10.1922 — 01.1923 председатель Всегрузинского Центрального Исполнительного комитета. С 1924 года — член ЦКК.

## Память
Именем Вано Стуруа были названы Бакинский судоремонтный завод и Бакинский крекинг-завод.